# Kofferfabrik

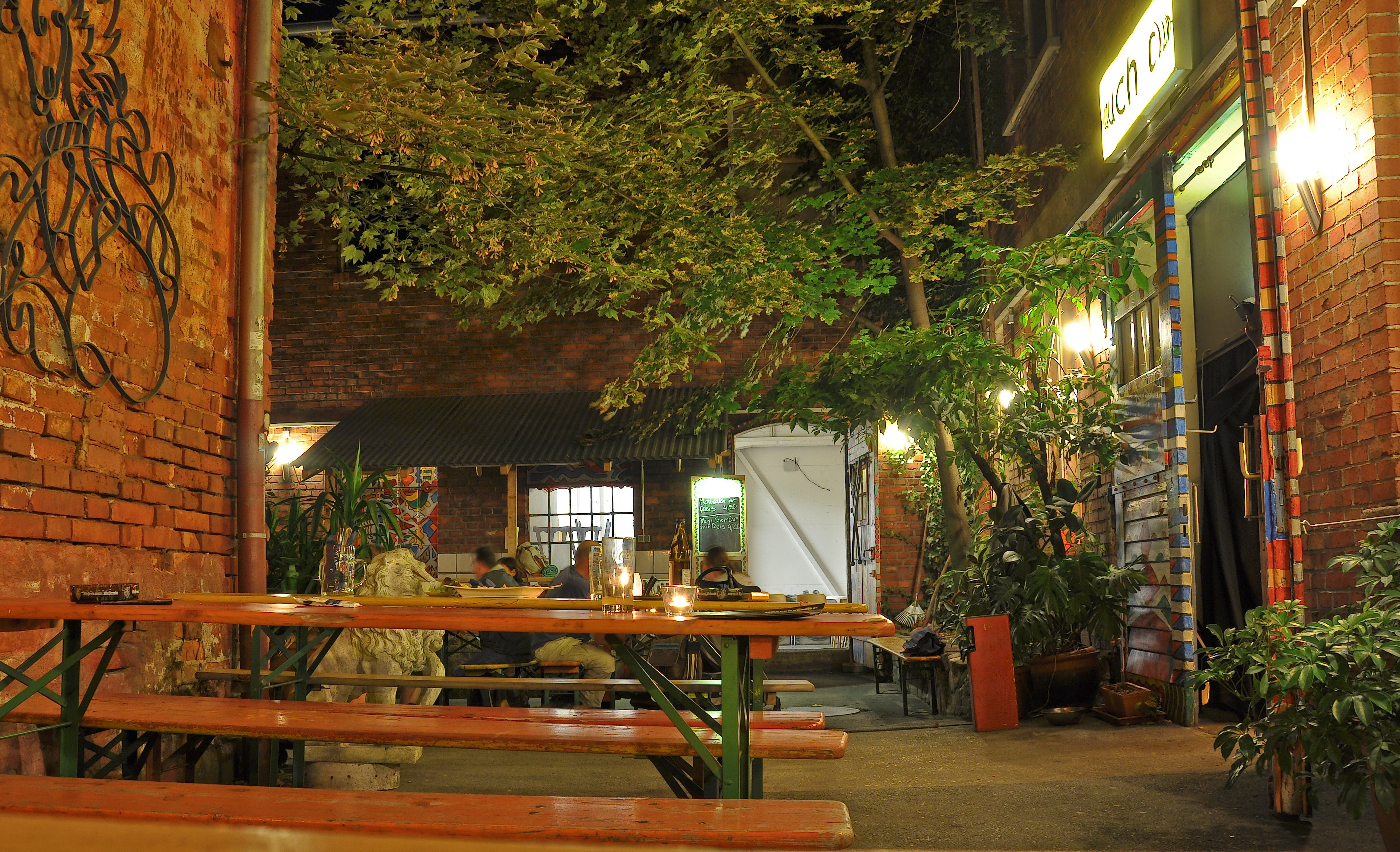
Innenhof der Kofferfabrik (2009)

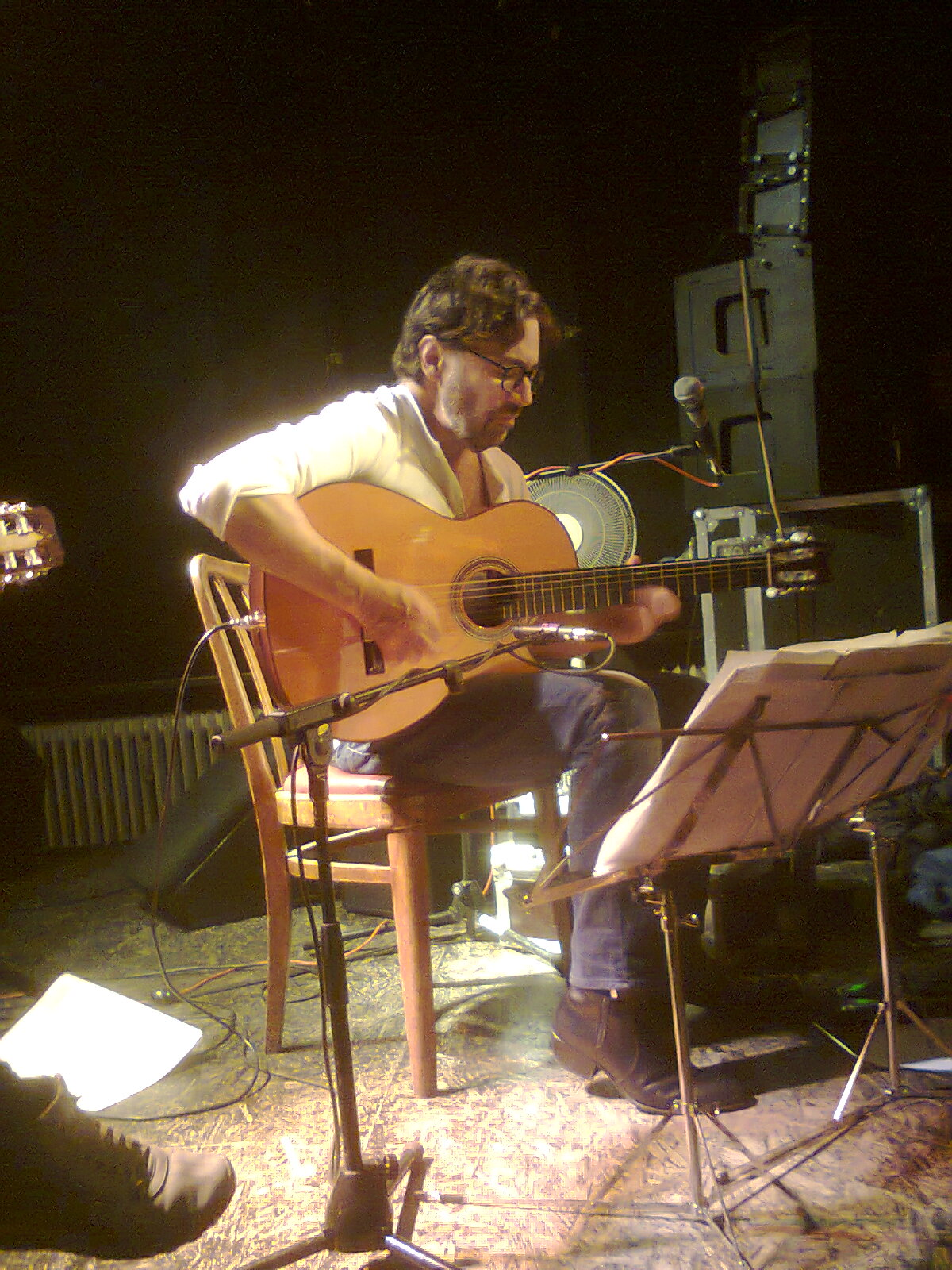
Al Di Meola bei einem Konzert in der Kofferfabrik (2012)

Die Kofferfabrik ist ein privates Kulturzentrum in der mittelfränkischen Stadt Fürth.
Die Kofferfabrik befindet sich seit 1994 in einem ehemaligen Fabrikgebäude an der Langen Straße in Fürth. Das Gebäude wurde in der Mitte des 19. Jahrhunderts erbaut und ist eines der letzten verbliebenen Industriebauwerke an der Stadtgrenze nach Nürnberg.
Anfangs wurden auf dem Areal, wie auch in vielen anderen Fabriken und Heimbetrieben der Stadt, Spiegel hergestellt. 1931 übernahm die 1919 in Fürth gegründete Kofferfabrik BERMAS (Berlin, Maler & Schneider) das Fabrikgebäude der Spiegelfabrik Winkler & Kütt, das nach der Liquidation der Spiegelfabrik leer stand und nach einem Brandschaden zunächst nicht nutzbar war. Während des Zweiten Weltkriegs wurde das Gebäude durch einen Luftangriff in der Nacht vom 20. auf den 21. Februar 1945 massiv beschädigt, insbesondere die oberen Stockwerke wurden fast vollständig zerstört und bis heute nicht vollständig wieder aufgebaut. Nach dem teilweisen Wiederaufbau erfolgte 1947 ein Durchbruch von der Lange Straße zum Innenhof, der heute als Haupteingang zum Kulturzentrum Kofferfabrik dient. Gleichzeitig wurde die Produktion nach Erbendorf verlagert, lediglich die Hauptverwaltung und das Lager blieben noch bis 1992 am Standort. Ein Immobilieninvestor kaufte daraufhin das Areal als Spekulationsobjekt. Am 4. August 1994 wurde die Kofferfabrik als privates Kulturzentrum eröffnet, was zunächst nur als Zwischennutzung vorgesehen war.
Die Kofferfabrik beherbergt heute eine Kneipe, einen Biergarten, eine Galerie und vier offene Bühnen. In erster Linie haben Eigenproduktionen, lokale Bands und Projekte dort Raum, jedoch finden auch internationale Konzerte statt. Das musikalische Angebot umfasst Jazz, Klassik, Blues und Rock. Neben lokalen Bands treten dort regelmäßig auch nationale und internationale Künstler wie Al Di Meola, Ginger Baker, Scott Henderson, Steve Gibbons, The Shanes, Chris Kramer, Ray Wilson, Jan Akkerman, Jacques Stotzem und Thomas Leeb auf. Das weitere kulturelle Angebot beinhaltet Poetry Slam, Kabarett, Theateraufführungen und Dichterlesungen. Regelmäßig finden dort eigenproduzierte Theateraufführungen und Literaturlesungen statt, ebenso wie Auftritte bekannter Literaten wie Harry Rowohlt und Kabarettisten wie Matthias Egersdörfer. Das Kneipenquiz mit Kevin Dardis entwickelte sich in den vergangenen Jahren zu einem Besuchermagneten, so dass es regelmäßig Wartelisten gibt.

## Zitate
„Die Kofferfabrik hat den Charme von Subkultur ohne den Dreck und Unrat, den man von diesen Läden kennt.“

„Wir gehören zwar angeblich zur sogenannten Subkultur, aber wir legen uns nicht fest.“

„Ich liebe diesen Laden.“